# Moukhtara
Moukhtara är en liten ort i distriktet Chouf i guvernementet Libanonberget, Libanon. Det är Walid Jumblatts hemstad, ledaren för Libanons progressiva socialistiska parti.

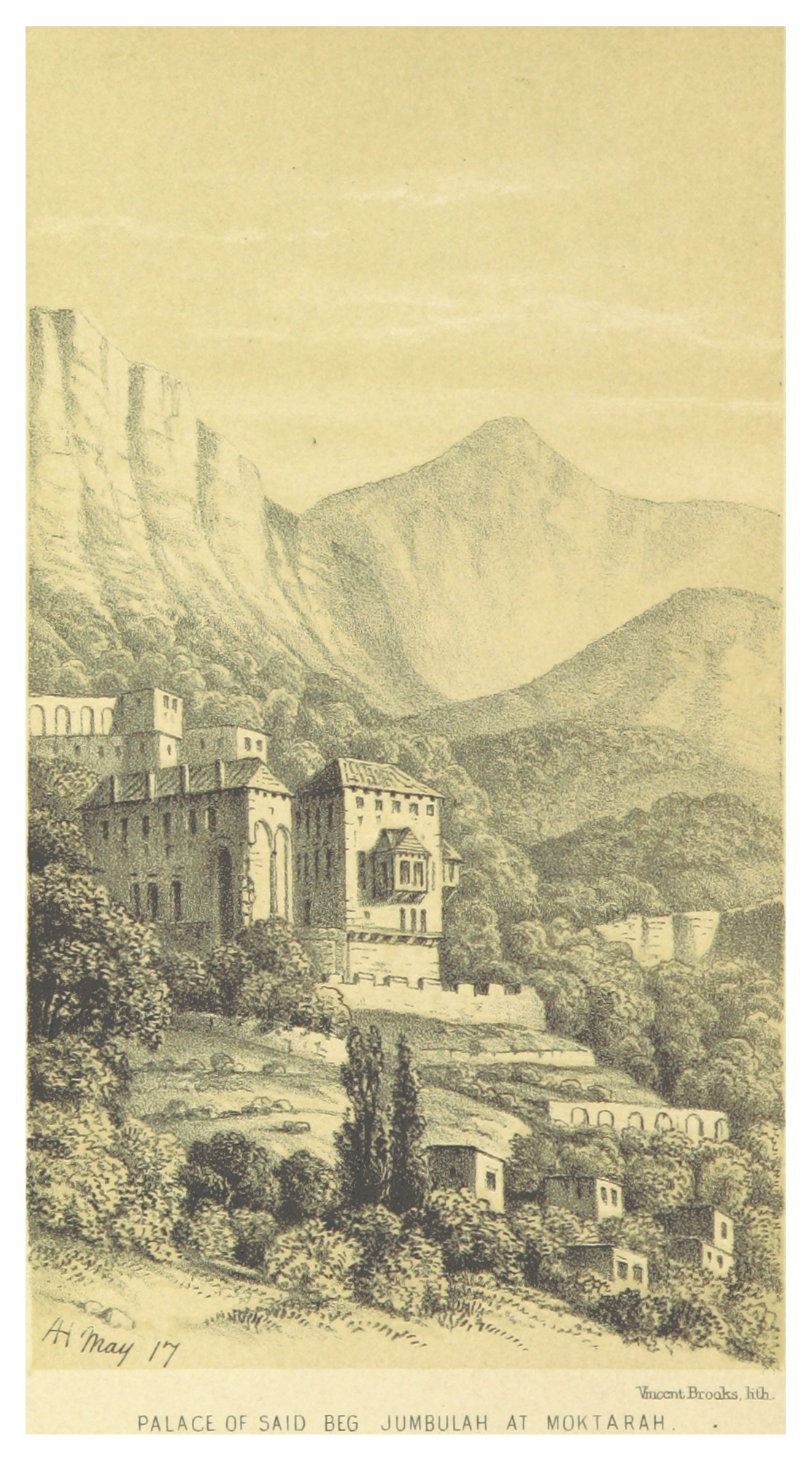
Moukhtara

Det är också en arkeologisk utgrävningsplats, utgrävd 1963 av Jacques Cauvin som hittade ett överflöd av flintverktyg. Undersökningar gjordes på 378 artefakter med fynd som bland annat inkluderade dolkar, pilspetsar, skäror, yxor, mejslar, hackor och sylar med ursprung i neolitikum. James Mellaart föreslog att stora neolitiska verktyg och vapen som hittats på platsen inte var "förknippade med krukmakeri och var eventuellt tidigare än det neolitiska krukmakeriet i Byblos."